# 京都市歴史資料館
京都市歴史資料館（きょうとしれきししりょうかん）は、京都府京都市上京区に所在する博物館。

## 概要
京都の歴史に関する調査や研究と、歴史資料の収集や保存、そしてそれらの活用を目的とする施設である。
1982年（昭和57年）11月に開館。建築家・富家宏泰が設計を手掛けた。
前身は京都市史編さん(纂)所であり、同編纂所による『京都の歴史』の編纂活動などを通じて多くの古文書を集積、それらを広く一般の人々に活用出来るようにするため当施設がつくられた。
当施設には、京都市の歴史資料や図書などを収蔵しており、テーマ展や特別展も開催する。そのほか、施設にある京都の歴史に関する図書の閲覧も、可能となっている。
業務時間は9時から17時であり、定休日は月曜と祝休日ならびに「12月28日から1月4日の間」となっている。

## 交通アクセス
- 市バス「河原町丸太町」下車、徒歩約5分。
- 地下鉄烏丸線「丸太町」駅下車、徒歩約10分。
- 地下鉄東西線「京都市役所前」駅下車、徒歩約10分。
- 京阪電車「神宮丸太町」駅下車、徒歩約10分。